# Malyj Pajalpan
Malyj Pajalpan (Малый Паялпан) je v současnosti neaktivní štítová sopka, nacházející se na poloostrově Kamčatka, asi 20 km severovýchodně od masivu Ičinské sopky. Ve stavbě vulkánu převládají bazaltové až Čedičově-andezitové horniny, jeho stáří se odhaduje na pozdní kvartér. Z holocénu není doložena žádná vulkanická aktivita.